# Robert Marsh
Robert Marsh (...) è un informatico statunitense.
È noto soprattutto per aver fondato nel 1975 Processor Technology, produttrice di schede elettroniche per i computer basati sul bus S-100 come l'Altair 8800 e del personal computer Sol-20.
"Bob" Marsh è anche uno dei membri fondatori dell'Homebrew Computer Club, uno dei primi circoli di appassionati di computer degli Stati Uniti d'America, nato nel 1975. Dell'Homebrew Computer Club hanno fatto parte personalità di spicco del mondo informatico, tra cui Adam Osborne, George Morrow, Steve Jobs, Steve Wozniak, John Draper, Lee Felsenstein ed altri.
Recentemente ha cofondato Inveneo, una società specializzata nei sistemi di telecomunicazione.